# Broch von Tappoch

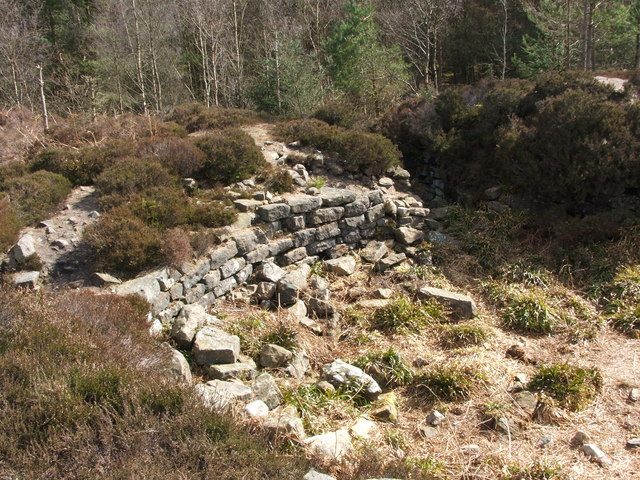
Broch von Tappoch

Der Broch von Tappoch (auch The Tappoch oder Torwood Broch genannt) steht versteckt in einem dichten Wald (Tor Wood), etwa zwei Meilen nordöstlich der Stadt Denny, westlich von Falkirk in Schottland. 
Der Broch liegt nahe der Spitze eines 116 m hohen Hügels. 1864 organisierte Oberst Dundas of Carronhall seine Ausgrabung. Am anfangs für einen Bestattungsplatz gehaltenen Platz fand er einen der am besten erhaltenen Lowland Brochs. 

## Beschreibung
Nach einem langen Weg durch den Hügel und die Eingangspassage gelangt man in die Kammer des Brochs, dessen etwa sechs Meter dicke Mauern noch in zwei bis drei Meter Höhe anstanden. In jüngerer Zeit sind ganze Wandstücke zusammengebrochen. Das Trockenmauerwerk ist aus großen, unregelmäßigen Steinblöcken aus der unmittelbaren Umgebung gebaut. Die ovale Kammer war gepflastert und hat eine große Feuerstelle in der Mitte. Die Kammer misst 10,8 auf 9,8 m. Der Zugang, von dem einige der Stürze noch in situ sind, liegt im Südosten. Etwa auf halber Strecke liegt im Zugang ein Anschlag für eine Tür mit einem Riegelloch für den Türbalken. Im Südwesten der Kammer zweigt ein kurzer Gang rechts ab und führt zu einer ungewöhnlich gut erhaltenen Treppe in der Mauer. 1864 waren noch elf Stufen vorhanden, einige sind später verloren gegangen. Die Seitenwände des Treppenganges neigen sich nach innen, was darauf deutet, dass er ursprünglich als Kraggewölbe ausgeführt war. Eine kleine Kammer im Nordosten der Wand erscheint modernen Ursprungs sein. 

Broch von Tappoch
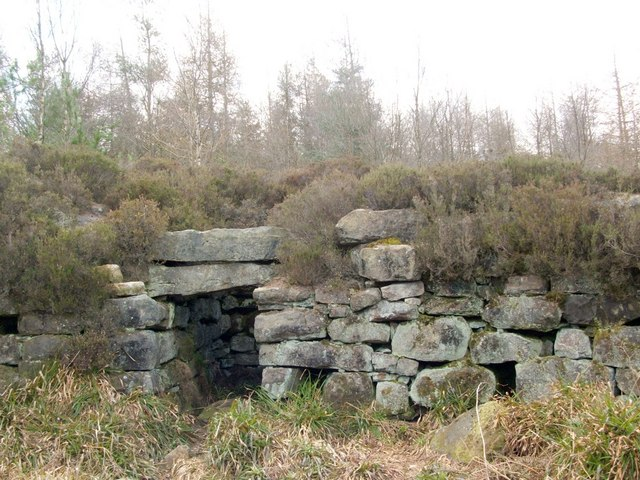
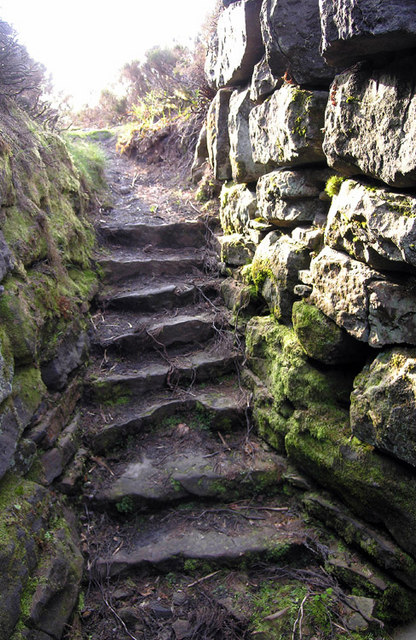
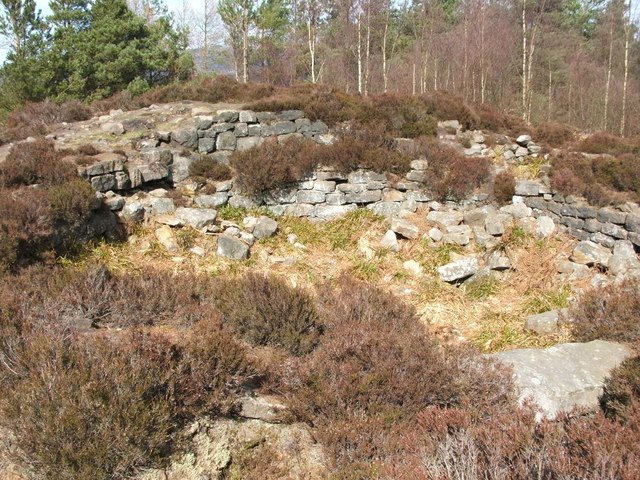

Die Funde bestehen aus Mahlsteinen und Handdrehmühlen, zwei ausgehöhlten Steinen, einem Steinbecher (gröber als der bei Airth gefundene), Steinkugeln und Spinnwirteln. Eine Keramikscherbe spätrömischen Datums soll in den 1950er Jahren gefunden worden sein. Es wird angenommen, dass Brochs mehrere Etagen hatte und für  Eliten bestimmt waren. Die Steinkugeln spiegeln den Status der Besitzer. Sie erinnern an eine Tradition solcher Symbole der Macht, ebenso wie drei nahegelegene Felsaufschlüsse mit  Cup-and-Ring-Markierungen aus der Bronzezeit. 
Zwei Erdwälle umgeben den Broch, außer im Westen, wo es einen steilen Abgrund gibt. Sie sind die einzigen erhaltenen Bestandteile einer Art  Vorburg, die mitunter größere Brochs begleitet und Gebäude einer kleinen Siedlung enthält.
Eine nahegelegene Römerstraße und der Broch sind als Scheduled Monuments klassifiziert.